# Tramwaje w Pelotas
Tramwaje w Pelotas − zlikwidowany system komunikacji tramwajowej w brazylijskim mieście Pelotas, działający w latach 1873−1955.

## Historia
3 lutego 1870 Domingo Rodrigues Cordeiro zabezpieczył franczyzę na budowę tramwajów w Pelotas. 9 listopada 1873 spółka Ferro Carril e Cais de Pelotas otworzyła dwie pierwsze linie tramwaju konnego. Pierwsza linia łączyła Praça Pedro II z Porto przez Rua Imperador. Druga linia tramwajowa również zaczynała się na Praça Pedro II, następnie poprowadzona została przez Rua São Miguel i kończyła się na przystanku Catedral. Trzecią linię tramwajową otwarto w 1874 i prowadziła ona do Fragata. W 1883 trzecią linię przedłużono o kilka kilometrów do Parque. W 1884 zbudowano linię przez Rua 7 de Abril do E. Ferro (Estrada de Ferro). Na początku I wojny światowej w mieście było 31 wagonów pasażerskich i 7 wagonów towarowych. W 1914 spółka Rio Grandense Light & Power Syndicate, Ltd uruchomiła oświetlenie elektryczne na ulicach Pelotas i wybudowała nową zajezdnię i zaangażowała dwie argentyńskie spółki: Buxton i Cassini & Compañía of Buenos Aires do budowy tramwajów elektrycznych w mieście. Obie spółki zamówiły nowe dwuosiowe tramwaje w firmie Brush Electrical Engineering w Loughborough. Zamówiono 4 lub 5 wagonów. Oficjalne otwarcie pierwszej linii tramwaju elektrycznego nastąpiło 20 października 1915. Okólna linia tramwajowa została poprowadzona pomiędzy Praça Coronel Pedro Osório a dworcem kolejowym następującymi ulicami: Rua 15 de Novembro, Rua Dom Pedro II, Rua Marcílio Dias i Rua Marechal Floriano. Rozstaw szyn na linii wynosił 1435 mm. Do końca roku otwarto trzy kolejne linie. Wkrótce po otwarciu dokupiono 5 lub 6 tramwajów piętrowych. Pelotas było jedynym miastem w Brazylii obok Porto Alegre, w którym eksploatowano tramwaje piętrowe. Tramwaje piętrowe w Pelotas były czteroosiowe, a tramwaje w Porto Alegre były dwuosiowe. W marcu 1920 zamówiono w firmie J. G. Brill Co. dwa dwuosiowe tramwaje "Birney Safety Cars". Wagony w Pelotas otrzymały nr 11 i 12. Oba wagony miały drzwi po lewej stronie. W 1922 otrzymano 4 kolejne tego typu tramwaje, które otrzymały nr 13−16. Wagony o od nr 13 do nr 16 miały drzwi po prawej stronie. W 1922 rozpoczęto przebudowę piętrowych tramwajów na jednopiętrowe. W 1926 otwarto nową linię tramwajową do Tres Vendas. W 1927 zakupiono w firmie Brush Electrical 10 dwuosiowych tramwajów, którym nadano nr 17−26. W 1930 zmienił się właściciel tramwajów. Nowym właścicielem została spółka Companhia de Energia Elétrica Rio Grandense. Po podwyżce cen biletów przez nowego właściciele w mieście ludzie zaczęli protestować w wyniku czego uszkodzeniu uległo kilka wagonów. Pod koniec 1930 zostały wycofane z eksploatacji najstarsze tramwaje. W tym samym roku otrzymano 11 używanych tramwajów z Porto Alegre. Wagony wcześniej eksploatowano w Baltimore i w Bostonie. Również w 1940 zakupiono kilka wagonów z Porto Alegre. W 1940 w mieście było 25 km tras tramwajowych, po których kursowało 28 tramwajów. W 1948 przewieziono 8,8 mln pasażerów, a w 1950 już tylko 4,5 mln. Tramwaje w Pelotas zlikwidowano w kwietniu 1955. 